# Baronía de Vallvert
La Baronía de Vallvert es un título nobiliario español otorgado por la reina Isabel II, el 3 de junio de 1863, a favor de José Pedro Vich (antes Manglano y Ruiz), barón de Llaurí.
El actual titular, desde 2009, por distribución de su padre, es María Cristina Manglano Puig, V baronesa de Vallvert, Dama de Honor y Devoción de la Soberana Orden Militar de Malta y del Real Estamento Militar del Principado de Gerona.

## Armas
En el Elenco..., se describen así: «En campo de azur, un granado de oro, surmontado de un águila imperial, al natural. Bordura de plata, con las quinas de Portugal.»
En el expediente para el ingreso en la Orden de Santiago de José Manglano y Ruiz de Albornoz (1867) se describen así las armas de este linaje: «un águila puesta sobre un tronco de tres ramas de un granado y en cada rama una granada de su mismo color natural, el águila tiene a los pies una granada y debajo de cada ala otra, dichas alas las tiene abiertas y desplegadas, tiene el dicho escudo el campo azul y por orla ocho escudos azules en campo de plata con a las quinas de Portugal.»

## Barones de Vallvert
|                                 | Titular                                 | Periodo                         |
| Creación por la reina Isabel II | Creación por la reina Isabel II         | Creación por la reina Isabel II |
| ------------------------------- | --------------------------------------- | ------------------------------- |
| I                               | José Pedro Vich (antes Manglano y Ruiz) | 1869-1897                       |
| II                              | Manuel Manglano y Palencia              | 1897-1936                       |
| III                             | Ignacio Manglano y Urruela              | 1946-1988                       |
| IV                              | Joaquín Manglano y Baldoví              | 1991-2009                       |
| V                               | María Cristina Manglano Puig            | 2009-actual titular             |

## Historia de los barones de Vallvert
- José Pedro Vich (antes Manglano y Ruiz) (n.1819-1900), I barón de Vallvert, XVI barón de Llaurí, y de Golifás. señor de Beniomer, Beniboquer y Matadas. Diputado a Cortes.

1. Casó, en 1855, con Julia Palencia y Roca (n.1837-1919).

De dicho matrimonio nacieron cinco hijos:
1. Luis Manglano y Palencia (n.1863-1937), XVII barón de Llaurí, Mayordomo de Semana de Su Majestad, Teniente de Caballería, Diputado a Cortes. Casó, en 1891, con Josefa Cucaló de Montull y Cubélls (n.1861-1951), baronesa de Terrateig. De dicho matrimonio nacieron ocho hijos: Joaquín (será padre del IV barón de Vallvert), Luis, Blanca, Asunción, Carmen, Julia, Jesús y Fernando Manglano y Cucaló de Montull.
2. Julia Manglano y Palencia, I baronesa de Beniomer. Casó con Agustín Bosch y Juan. Sin desdendencia.
3. Adela Manglano y Palencia, casada con Fausto Pérez Ballesteros; con descendencia.
4. Manuel Manglano y Palencia, que sigue.
5. José Manglano y Palencia, Alférez del Batallón de la Reserva de Segorbe.

Le sucedió, el 15 de febrero de 1897, por cesión inter vivos, su cuarto hijo:
- Manuel Manglano y Palencia (n.1864-?), II barón de Vallvert, Mayordomo de Semana de Su Majestad, senador del Reino por la provincia de Valencia (1919-1920).[5]

1. Casó en primeras nupcias, en 1897, con Guadalupe de Urruela y Morales (1872-1917), natural de Guatemala.
2. Casó en segundas nupcias, en 1923, con María de los Dolores Torres y Sala (n.1883-?), Dama de la Real Maestranza de Caballería de Valencia.

Del primer matrimonio, tuvieron dos hijos:
1. Ignacio Manglano y Urruela (n.1902-?), que sigue.
2. Manuel Manglano y Urruela (n.1906-1936), Caballero de la Orden de Montesa, Alférez de Caballería, miembro de la Guardia Real y del Regimiento de Húsares de la Princesa. Fue asesinado por los republicanos en agosto de 1936, al inicio de la Guerra Civil.

Le sucedió, el 4 de noviembre de 1949, por convalidación, su hijo primogénito:
- Ignacio Manglano y Urruela (n.1902-?), III barón de Vallvert, comandante de Caballería, Caballero de la Orden de Montesa.

Sin datos sobre su descendencia ni fallecimiento.
Le sucedió, el 17 de septiembre de 1991, el hijo de su primo Joaquín Manglano y Cucaló de Montull, y nieto del primer barón:
- Joaquín Manglano y Baldoví (n.1923-2011), IV barón de Vallvert, XIX barón de Llaurí, grande de España, VII conde del Burgo de Lavezaro, XV barón de Alcalalí y San Juan de Mosquera, IV barón de Beniomer, Decano de la Soberana Orden Militar de Malta en España, Comendador de la Orden al Mérito Melitense.

1. Casó, en 1961, con María del Dulce Nombre de Puig y Fontcuberta.

De dicho matrimonio nacieron cinco hijos:
1. Verónica Manglano de Puig (n.1962), XX baronesa de Llaurí, grande de España, Dama de Honor y Devoción de la Soberana Orden Militar de Malta. Casó en 1989 con Alfonso García-Menacho y Osset, Coronel de Artillería, hijo del III marqués de Santa Marina. Con descendencia.
2. Joaquín Manglano de Puig (n.1963), VIII conde del Burgo de Lavezaro, Caballero de Honor y Devoción de la Soberana Orden Militar de Malta. Abogado. Permanece soltero; sin descendencia actual.
3. Marta Manglano de Puig (n.1966), VI baronesa de Beniomer, Dama de Honor y Devoción de la Soberana Orden Militar de Malta. Casó en 1999 con Timmo Henseler, natural de Ámsterdam, Holanda. Con descendencia.
4. Cristina Manglano de Puig (n.1970), que sigue.
5. Carmen Manglano de Puig (n.1976), Dama de Honor y Devoción de la Soberana Orden Militar de Malta. Casó en 1999 con David Wansik, natural de Bruselas, Bélgica. Con descendencia.

Le sucedió, en 2009, por cesión inter vivos mediante distribución, su hija:
- Cristina Manglano de Puig (n.1970), V baronesa de Vallvert, Dama de Honor y Devoción de la Soberana Orden Militar de Malta y del Real Estamento Militar del Principado de Gerona. Con descendencia.

Actual titular.